# Torreta de Canor
La torreta de Canor és una construcció defensiva de la qual es desconeix la data de construcció i que es troba al terme municipal de Benissa (Marina Alta, País Valencià). És llistat com bé d'interés cultural.

## Descripció
Es troba al cim d'un turó d'escassa altura, cosa que li permet dominar visualment la zona. És una construcció prismàtica realitzada en mur de tàpia. És de planta quadrada d'uns set metres de costat i una alçada de huit metres, amb coberta a dues aigües acabada en teula romana. Al costat sud del carener hi ha una petita creu de Calatrava. Els buits a la planta baixa són dos i queden situats en façanes oposades. Per la manera d'estar realitzats es pot argumentar que no corresponen amb els originals. Els del pis superior són més petits en les seues dimensions. No té elements decoratius, sent una construcció austera l'únic valor era el de protecció que va tenir la torre.
Es troba envoltada de diverses construccions que van conformar un corral i un modest habitatge.